# طاحونه الحلاوه
طاحونه الحلاوه (به عربی: طاحونة الحلاوة) یک روستا در سوریه است که در ناحیه مرکزی سقیلبیه واقع شده‌است. طاحونه الحلاوه ۱٬۰۴۹ نفر جمعیت دارد.